# Красовский, Валерьян Иванович
Валерьян Иванович Красовский (14.06.1907-04.12.1993) — советский учёный в области физики верхней атмосферы Земли, лауреат Сталинской премии.

## Биография
Родился в г. Севск Орловской губернии в семье православного священника. В 1923 г. он окончил с отличием школу-девятилетку в г. Малоархангельск.
В 1925 г. уехал в Среднюю Азию, с 1928 г. работал радиотехником Ташкентской радиостанции.
В 1930 г. переехал в г. Ленинград и после годичной службы в РККА начал работать на заводе «Светлана». Одновременно учился в Ленинградском электротехническом институте.
Руководил лабораторией, в которой к началу Великой Отечественной войны были изготовлены первые образцы электронно-оптических преобразователей (ЭОП) для армейских приборов ночного видения. В декабре 1941 г. лаборатория самолётом эвакуирована из блокадного Ленинграда, переведена в Москву и начала производство ЭОП на Московском электроламповом заводе. За эти работы в январе 1944 г. награждён орденом «Знак Почёта» и в 1946 г. присуждена Сталинская премия — за создание новых типов оптических приборов.
После войны включился в разработку инфракрасной аппаратуры и внедрение её в практику астрономических и геофизических исследований Крымской астрофизической обсерватории АН СССР (1948—1951 гг.).
По его инициативе в конце 1940-х годов в Государственном оптическом институте им. С. И. Вавилова были разработаны и изготовлены уникальные светосильные дифракционные спектрографы СП-47, СП-48, СП-49 и СП-50. За полученные благодаря применению электронно-оптических преобразователей новые астрономические и геофизические результаты в 1950 г. удостоен премии Президиума АН СССР — за наблюдение области Галактического Центра в инфракрасных лучах. В 1951 г. присуждена учёная степень доктора физико-математических наук.
С 1952 г. — заведующий Отделом стратосферы в Геофизическом институте АН СССР. С 1956 г. заведующий Отделом физики верхней атмосферы в выделившемся из ГЕОФИАН Институте физики атмосферы АН СССР.
В начале 1970-х годов занялся проблемой изучения быстрых пространственно-временны х вариаций температуры верхней атмосферы, определяемой по вращательной температуре гидроксильного излучения. Разработал теорию исследования характеристик фотохимических процессов, происходящих вследствие адиабатических изменений в верхней атмосфере под воздействием внутренних гравитационных волн. Источниками этих волн оказались активные метеорологические образования в тропосфере — холодные фронты, циклоны. Эти работы были признаны научным открытием (№ 209 от 21 декабря 1978 г. с приоритетом 10 января 1972 г.).
Заслуженный деятель науки и техники РСФСР (1977). В 1964 г. избран действительным членом Международной академии астронавтики.
Умер 04.12.1993 после тяжёлой и продолжительной болезни.

## Сочинения
- Исследования верхней атмосферы с помощью искусственных спутников и ракет / Проф. В. И. Красовский. — Москва : Знание, 1958. — 30 с. : ил.; 22 см. — (Серия 8/ Всесоюз. о-во по распространению полит. и науч. знаний; Вып. 2. № 5).
- Штили и штормы в верхней атмосфере. — Москва : Наука, 1971. — 136 с. : ил.; 20 см.
- Problems relating to the power aurorae / V. I. Krassovsky. — [Moscow] : [б. и.], [1964]. — 10 с.; 22 см. — (Reports / Acad. of sciences of the USSR. COSPAR Symposium. Florence, Italy. May 1964; 3).
- The upper atmosphere as a regulator of geomagnetic storms, substorms and auroras / V. I. Krassovsky. — [Moscow] : [б. и.], 1968. — 43 с.; 3 л. ил. : ил.; 20 см. — (Reports / Com. on space research. The Hague. Symposium, 9th. Tokyo. 1968; 4).